# Tadeusz Dworzański
Tadeusz Bolesław Dworzański (ur. 7 sierpnia 1911 w Kończycach, Zabrze, zm. 16 stycznia 1991 w Warszawie) – porucznik piechoty Wojska Polskiego, uczestnik kampanii wrześniowej, kawaler Krzyża Walecznych, artysta plastyk.

## Życiorys
Urodził się 7 sierpnia 1911 roku w Zabrzu-Kończycach jako syn Kazimierza Dworzańskiego i Wandy Józefiny z domu Knuth – w rodzinie o polskich tradycjach ziemiańskich herbu Rola. Jego ojciec powstaniec śląski i wielkopolski, za akcentowaną polskość rodziny, był nazywany ironicznie „polskim królem” przez sąsiadów Niemców.

### II RP
2 czerwca 1932 roku zdał maturę w Państwowym Gimnazjum w Chojnicach. 12 września 1932 roku został powołany na Dywizyjny Kurs Podchorążych Rezerwy w 59 pp w Inowrocławiu.
19 marca 1933 roku awansował na stopień kaprala pchor. w 61 pp w Bydgoszczy. 1 sierpnia 1933 roku awansował na stopień plutonowego pchor. w 61 pp. 20 września 1933 roku awansował na stopień sierżanta pchor. w Szkole Podchorążych Piechoty w Ostrowi Mazowieckiej, 1 października 1935 roku jako podporucznik dostał przydział jako dowódca plutonu komp. szkolnej w reaktywowanym 31 lipca 1931 roku Batalionie Morskim w Wejherowie, który 1 maja 1937 roku oficjalnie został przemianowany na 1 Batalion Morski a następnie po uroczystościach otrzymania sztandaru 17 października 1937 roku, został 19 stycznia 1938 roku oficjalnie przemianowany na 1 Morski Batalion Strzelców. 19 marca 1939 roku awansował na stopień porucznika z jednoczesnym przydziałem na stanowiska dowódcy plutonu zwiadu oraz II adiutanta Dowódcy w rozwiniętym w dwu batalionowy z powodu zagrożenia wojną i w związku z tym przemianowanym na 1 Morski Pułk Strzelców. 1 MPS pod dowództwem ppłk. Kazimierza Pruszkowskiego wszedł w skład Lądowej Obrony Wybrzeża (dowódca płk. Stanisław Dąbek).

### II wojna światowa
Po ataku Niemiec na Polskę pułk broni się, ale zostaje zmuszony do wycofania się 9 września do Redy a następnie 10 września na Kępę Oksywską, gdzie mimo przewagi wroga 1 Morski Pułk Strzelców walczy przez kolejne 9 dni aż do kapitulacji (tracąc ponad połowę stanu osobowego czyli około 900 żołnierzy w rannych i zabitych w tym 48% strzelców i 61% oficerów). Za swą bohaterską walkę pułk otrzymał Order Virtuti Militari V klasy (w 1944).
1 września 1939 roku por. Tadeusz Dworzański od samego początku brał udział w walkach Obrony Wybrzeża jako dowódca plutonu zwiadu 1 Morskiego Pułku Strzelców. Między innymi 7 września 1939 roku konny oddział zwiadu między Przetoczyłem i Szemudem rozpędził grupę niemieckich dywersantów a rowerowy oddział zwiadu zastrzelił szpiega niemieckiego w Przetoczynie, który tego dnia wydał żołnierzom niemieckim na śmierć trzech cywilów Polaków, swoich sąsiadów a nie chciał się poddać i uciekał. Incydenty te bardzo zaważyły na dalszym wojennym losie por. Tadeusza Dworzańskiego. Zamordowanie w Przetoczynie w dniu 7 września 1939 roku trzech Polaków przez żołnierzy niemieckich, nie było zdarzeniem wyjątkowym. Historycy ustalili, że już w trakcie kampanii wrześniowej zamordowano setki mieszkańców polskiego Wybrzeża, właśnie pod pretekstem rzekomego prześladowania przez nich volksdeutschów.
Następnie w tym samym dniu por. Tadeusz Dworzański dowodził w leśnym boju spotkaniowym między Sopieszynem a Przetoczyłem z niemieckim zmotoryzowanym oddziałem rozpoznawczym mjr von Wedela z 207 dywizji piechoty Landwehry, który po wsparciu plutonów 1 MPS: zwiadu, pionierów oraz p-gazowego przez 2 kompanię IV Kartuskiego Baonu ON został całkowicie zniszczony i nie brał udziału w dalszych walkach. W czasie walki por. Tadeusz Dworzański został ranny w twarz, ale pozostał na stanowisku.
13 września 1939 roku już na Kępie Oksywskiej został I Adiutantem 1 Morskiego Pułku Strzelców, gdyż został ranny dotychczasowy I Adiutant Pułku kpt. Bronisław Słomczyński.
19 września 1939 roku około godz. 14 dostał się do niewoli niemieckiej w wyniku kapitulacji ostatnich około 200 ocalałych żołnierzy i oficerów 1 MPS pod Nowym Obłużem na Kępie Oksywskiej. W czasie kapitulacji por. Tadeusz Dworzański na rozkaz Dowódcy 1 MPS ppłk. Kazimierza Pruszkowskiego był parlamentariuszem i tłumaczem. Około godz. 17 płk. Stanisław Dąbek przebywający z otoczonym sztabem 2 Morskiego Pułku Strzelców w Babich Dołach popełnił samobójstwo, rozkazując przedtem kapitulację Lądowej Obrony Wybrzeża.
24 września 1939 roku por. Tadeusz Dworzański został przewieziony do obozu jenieckiego Oflag IIA Prenzlau. Po kapitulacji Lądowej Obrony Wybrzeża okupanci z pomocą miejscowych niemieckich szpiegów zatrzymywali przedstawicieli polskiej inteligencji i duchowieństwa oraz innych Polaków uznanych za potencjalne zagrożenie dla polityki Niemiec. Już 2 września 1939 roku okupanci uruchomili dla nich obóz koncentracyjny Stutthof (KL) koło Sztutowa. Najczęściej gromadzili ich jednak na krótko w więzieniu w Wejherowie i następnie mordowali w pobliskich lasach piaśnickich. Do kwietnia 1940 zamordowano tam około 14 000 osób, często nawet całe rodziny z dziećmi. Następnie pod tym samym pretekstem represje dotknęły też żołnierzy Wojska Polskiego przebywających w obozach jenieckich. Jednym z nich był por. Tadeusz Dworzański.
24 października 1940 roku po 13 miesiącach od osadzenia w obozie został tam aresztowany przez Gestapo na zarządzenie Gdańskiego Sondergericht. Od tego czasu przebywał w więzieniu śledczo-karnym w Wejherowie, oskarżony o zabicie szpiega niemieckiego w Przetoczynie w dniu 7 września 1939 roku. Był poddawany brutalnemu śledztwu, trzymany w celi śmierci i głodzony. Jeden z gestapowców, z pochodzenia Austriak, podczas przesłuchania wybił mu część zębów. Abwehra na zlecenie Gestapo odszukała też w niewoli strzelca wyborowego plutonu zwiadu 1 MPS Aleksandra Pawelca i przesłuchiwała go w tej sprawie, przetrzymując długo w obozowym areszcie Gross-Born Stalag IIE, ale nic obciążającego się od niego nie dowiedzieli. Obaj cudem uniknęli kary śmierci. Bowiem niestety takiego losu doznał w tym okresie obrońca Helu kpt. Antoni Kasztelan, były oficer Batalionu Morskiego, którego gdański Sondergericht skazał na karę śmierci pod nie udowodnionymi oskarżeniami. Obronie nie pomogło nawet, że walcząc bohatersko w armii jako obywatel Cesarstwa Niemieckiego podczas I wojny światowej, był odznaczony Krzyżem Żelaznym.
Po 15 miesiącach 6 lutego 1942 roku jednak por. Tadeusz Dworzański został uniewinniony z zarzutów na podstawie zeznań świadka niemieckiego z Przetoczyna, który obiektywnie opisał to dramatyczne wydarzenie. Przewieziono go już do innego obozu jenieckiego Oflag II E Neubrandenburg, gdzie dołączył do kolegów przeniesionych tam wcześniej. 21 stycznia 1944 roku został z nimi przeniesiony do Oflag II D Gross-Born w pobliżu miejscowości Kłomino, koło Borne Sulinowo.
Przebywając w obozach Prenzlau, Neubrandenburg i Gross-Born, w ramach kursów Szkolenia Zawodowego dla oficerów jeńców ukończył Szkołę typu akademickiego w pełnym zakresie programu trzyletniego ASP oraz trzyletni kurs grafiki użytkowej, przez co zdobył umiejętności i uprawnienia do wykonywania zawodu plastyka. Obozowe kursy na wysokim poziomie prowadził słynny artysta, również Obrońca Wybrzeża ppor. Jan Zamoyski.

### 1945–1991
29 stycznia 1945 roku wskutek zbliżenia się Frontu radzieckiego i polskiego Niemcy zarządzili marsz ewakuacyjny obozu. Ponieważ obawiali się, że oficerowie od razu wzmocnią wrogie dla nich siły. Tak istotnie się stało, gdyż oficerowie, którym Niemcy pozwolili zostać w obozie tak zrobili. Por. Tadeusz Dworzański w kolumnie oficerów, w środku zimy po przebyciu pieszo 700 km przez 46 dni doszedł 16 marca 1945 roku do Stalag X B Sandbostel. 29 kwietnia 1945 roku po wyzwoleniu obozu przez wojska brytyjskie por. Tadeusz Dworzański przebywa w polskich Obozach Byłych Jeńców Wojennych w Sandbostel i Verden.
24 czerwca 1945 roku w Szkole oficerskiej przy 1 Dywizji Pancernej w Freren Hange, 28 lipca w obozie zbiorczym w Paryżu. 26 sierpnia został przetransportowany do Anglii na zarządzenie Dowództwa Marynarki Wojennej. Po wylądowaniu w Southampton podjął staż w szkole podchorążych Piechoty i Kawalerii Zmotoryzowanej w Crieff. 11 grudnia 1945 roku po zgłoszeniu chęci powrotu do Polski został przeniesiony do ośrodka zbiorczego w Callander. 4 lutego 1946 roku w grupie około 1200 żołnierzy powraca transportem morskim z Anglii przez Gdańsk do Warszawy, gdzie przez 6 lat czekała na niego żona, poślubiona krótko przed wojną.
Po powrocie rozpoczął pracę jako technik plastyk w Biurze Odbudowy Stolicy oraz pomagał teściowi Andrzejowi Kisielewskiemu przy odbudowie domu rodzinnego na Saskiej Kępie. 4 grudnia 1947 roku po odbudowie domu na jego parterze razem z żoną prowadził sklep „Malwa” z Artykułami Artystycznymi i Ludowymi. 15 stycznia 1948 roku został kierownikiem Pracowni Graficznej w Ministerstwie Pracy i Opieki Społecznej – Dział Wydawnictw i Plakatu BHP w Warszawie. 1 września 1949 roku wstąpił do Związku Bojowników o Wolność i Demokrację. 31 grudnia 1950 roku rozkazem MON nr 982 został przeniesiony do rezerwy w stopniu porucznika. 19 sierpnia 1951 roku w Pracowniach Sztuk Plastycznych podjął stanowisko jako rzeczoznawca artystyczny, asystent pracowni graficznej, p.o. dyrektor do spraw artystycznych, a następnie kierownik Pracowni Przezroczy. 1 marca 1954 roku na wniosek Dyrekcji Państwowych Wydawnictw Szkolnictwa Zawodowego został przeniesiony do tego Przedsiębiorstwa jako rzeczoznawca artystyczny. Jako grafik projektował plakaty oraz okładki i ilustracje do podręczników. Pracował też do końca życia w domu tworząc obrazy olejne, akwarele, drzeworyty. Ulubionym tematem jego twórczości były konie, kwiaty i pejzaże.
8 maja 1963 roku został członkiem Stowarzyszenia Autorów ZAIKS. 18 maja 1964 roku został członkiem Polskiego Towarzystwa Wydawców Książek. W roku 1969 przeszedł na rentę ZUS.
Utrzymywał kontakty z towarzyszami broni i niewoli. Byli to zarazem jego przyjaciele: Wojciech Stachura, Kazimierz Makarowski, Jan Zamoyski i Edward Obertyński. 26 sierpnia 1989 roku brał udział w uroczystościach związanych z przemianowaniem 3 Pułku Zabezpieczenia Dowództwa Marynarki Wojennej im. Płk Stanisława Dąbka na 1 Morski Pułk Strzelców im. płk. Stanisława Dąbka.

## Odznaczenia
- Krzyż Walecznych Nr 160-73-10. Odznaczono 27 lutego 1974 roku.
- Odznaka Grunwaldzka Nr 55692/74. Odznaczono 17 stycznia 1974 roku.
- Medal Zwycięstwa i Wolności 1945 r. Nr 14074-62. Odznaczono 17 kwietnia 1974 roku.
- Krzyż Kawalerski Orderu Odrodzenia Polski Nr 1816-75-41. Odznaczono 24 września 1975 roku.
- Medal „Za udział w wojnie obronnej 1939” Nr 523-82-55 MW. Odznaczono 1 września 1982 roku.

## Życie prywatne

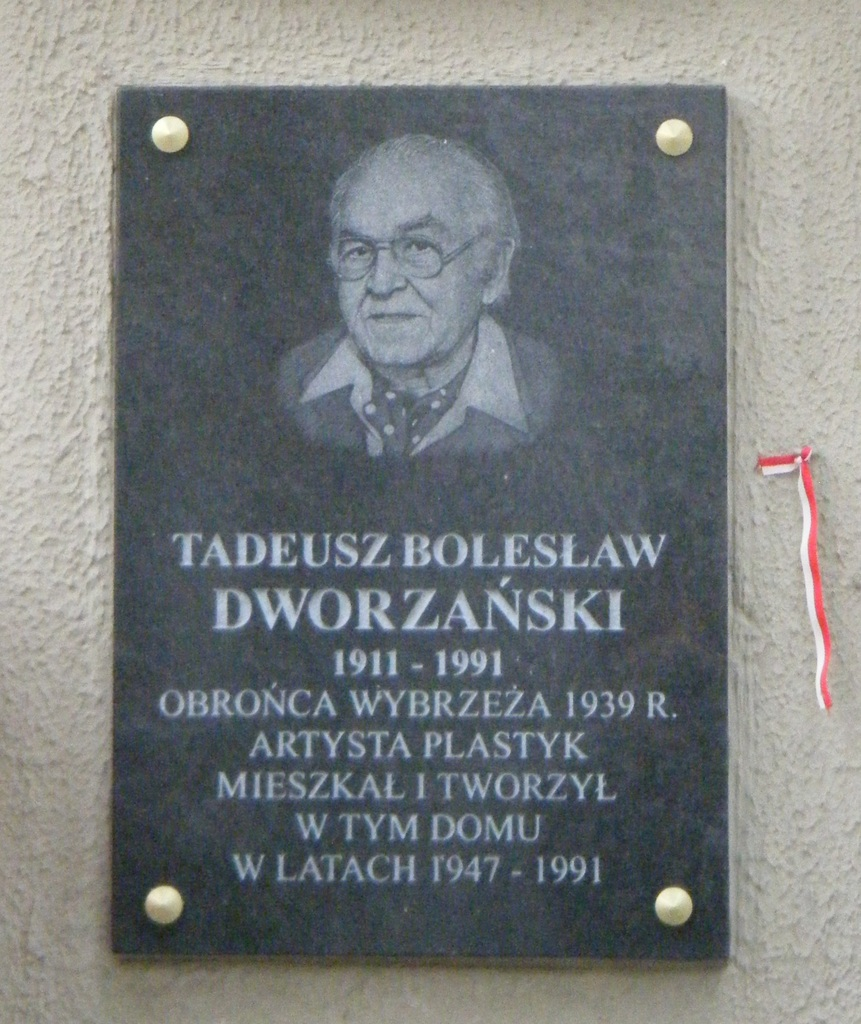
Tablica upamiętniająca Tadeusza Bolesława Dworzańskiego przy ulicy Francuskiej 43 na Saskiej Kępie.

6 sierpnia 1939 roku trzy tygodnie przed wybuchem II wojny światowej ożenił się z Wandą z domu Kisielewską. Miał dwie córki: Barbarę (ur. 1948) i Monikę (ur. 1953) oraz brata Jerzego (ur. 1931).
29 października 1951 roku nastąpiło odebranie rodzinnej własności niedawno odbudowanego domu ze sklepem na podstawie wywłaszczeniowego Dekretu Bierutowskiego pod pozorem późniejszego, nigdy nie wypłaconego odszkodowania. Rodzina zachowała tylko prawo do zamieszkania w jednym lokalu mieszkalnym jako najemcy kwaterunkowi. 4 lutego 1976 roku umarła żona Wanda. 10 września 1990 roku wprawdzie został zwrócony rodzinny dom, jednak nie w całości, gdyż część budynku została przez władze wcześniej sprzedana lokatorom.
16 stycznia 1991 roku Tadeusz Bolesław Dworzański zmarł w wieku 79 lat. Został pochowany w grobie rodzinnym, którego nagrobek sam zaprojektował i niektóre elementy wykonał po śmierci żony. Znajduje się on na cmentarzu przy ul. Cylichowskiej niedaleko kościoła Wniebowzięcia N.M.P. w Zerzeniu – warszawskiej dzielnicy Wawer.

Przedstawiciele Stowarzyszenia „Grupa Rekonstrukcji Historycznej Lądowej Obrony Wybrzeża” oddają hołd w dniu 96 rocznicy urodzin Tadeusza Dworzańskiego
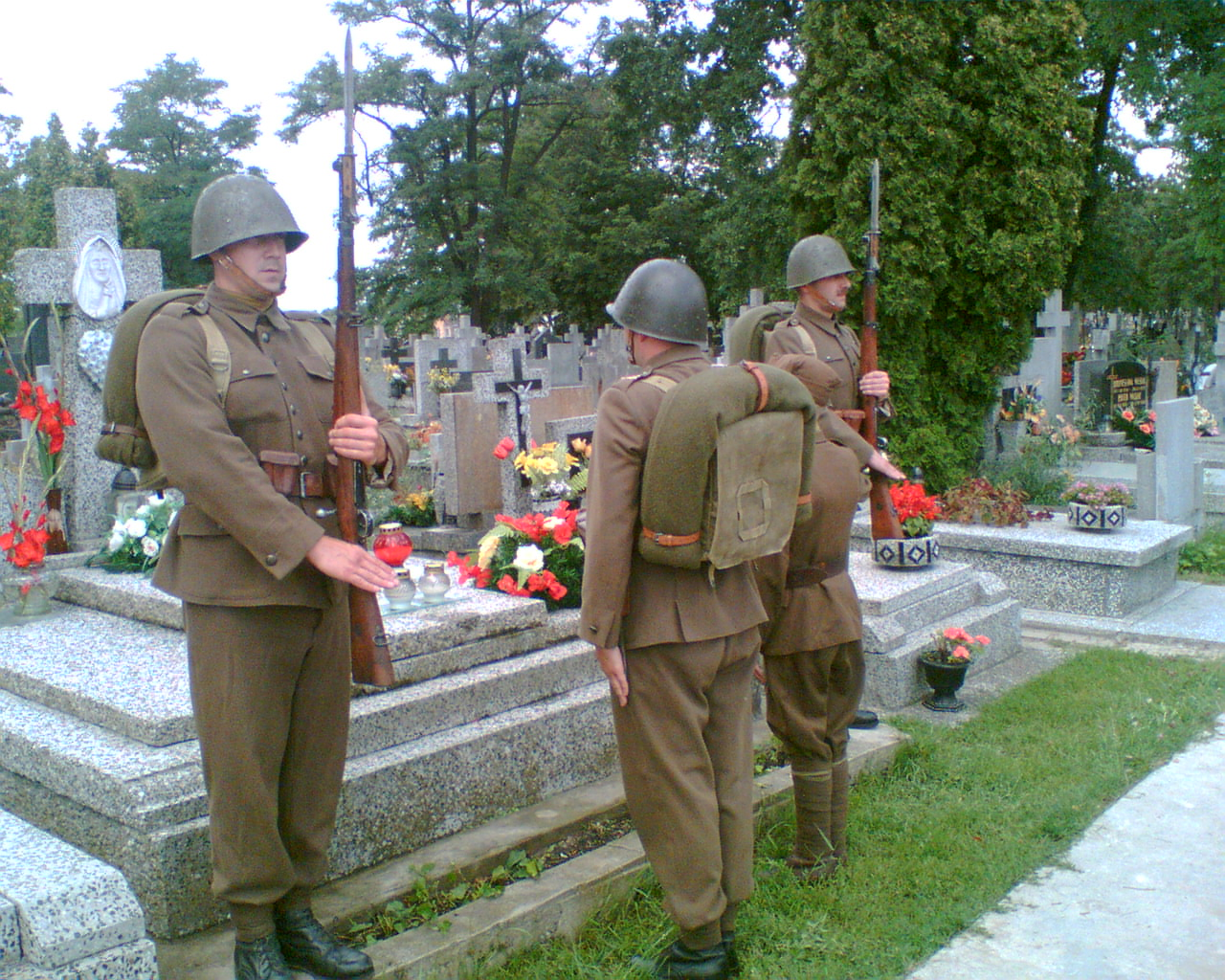
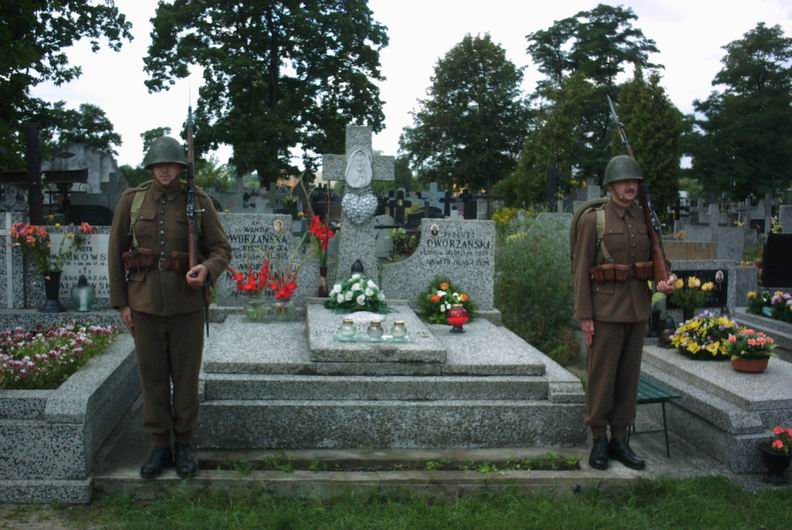